# Étienne-Martin de Vaugine de Nuisement
 (décembre 2013).
Pour les articles homonymes, voir Étienne Martin (homonymie) et Martin.
Étienne-Martin de Vaugine de Nuisement (né le 5 juillet 1724 aux Voves, près de Joigny en Bourgogne et mort le 25 septembre 1796) est un officier français et commandant de fort en Louisiane française au XVIIIe siècle et chroniqueur historique.

## Biographie

### Carrière
En 1742, il commença comme cadet dans le régiment royal d'artillerie dans le bataillon de Pumbecq.
En 1744, il prit part au siège de Tournay, au cours duquel il fut blessé gravement, par l'explosion d'une mine. Il en gardera des séquelles toute sa vie.
En 1745, remis sur pied, il participa aux combats dans les Flandres et à la bataille de Fontenoy durant la guerre de Succession d'Autriche.
En 1746, il fut élevé au grade de lieutenant du régiment Royal-Bavière.
En 1747, il participe à plusieurs campagnes militaires, en Provence, en Italie. Il est ensuite envoyé en Corse jusqu'en 1749, puis en Auvergne.
En 1750, il est nommé lieutenant d'une compagnie d'infanterie en Louisiane française.
Le 21 août 1752, il est envoyé en mission au pays des Illinois. Il prend le commandement du Fort de Chartres jusqu'en 1756. Au cours de cette période de sa vie, Vaugine de Nuisement se marie avec Antoinette-Pélagie Petit de Livilliers, née en 1732 à La Nouvelle-Orléans. Ils auront sept enfants, 
- Marie-Françoise-Pélagie, née le 4 avril 1754 ;
- Madeleine-Victoire, née le 22 décembre 1756 ;
- Françoise-Renée, née le 13 décembre 1757 ;
- Étienne-Jean-Baptiste, né le 19 février 1759 ;
- Françoise-Silésie, née le 4 avril 1764 ;
- Mathurin, né en 1766 ;
- Charles-François-Cajetan, né le 7 août 1768.

En 1755, sur recommandation du gouverneur de la Louisiane française, Pierre de Rigaud de Vaudreuil, Vaugine de Nuisement est élevé au grade de capitaine.
En 1759, il obtint pour des raisons de santé, l'autorisation de retourner en France.
En 1763, Il s'en retourne en Louisiane.
Après la guerre de Sept Ans et le Traité de Paris de 1763, Vaugine de Nuisement se retire à La Nouvelle-Orléans, affaiblit par ses blessures militaires.
Le 11 août 1768, il se bat en duel contre un autre officier, le lieutenant-colonel de cavalerie, Gérard de Villemont. Vaugine de Nuisement, mis aux arrêts, est envoyé au Fort des Natchitoches. Blanchi par son adversaire et en raison de ses états de service, il est réintégré dans son grade avec l'accord de la Cour de Madrid car la Louisiane est devenue dépendante de l'Espagne.
En 1773, il perd son épouse.
En 1778, il est nommé Major de La Nouvelle-Orléans, puis gouverneur du Fort des Natchitoches.
En 1786, il retourne en France pour ses raisons de santé. La même année on lui décerne la Croix de l'Ordre de Saint-Louis.
En 1788, Vaugine de Nuisement s'en retourne une nouvelle fois pour La Nouvelle-Orléans.
En 1794, il rédige son testament à La Nouvelle-Orléans et meurt quelque temps plus tard.

### Œuvres
Vers 1765, il rédige une chronologie descriptive de la Louisiane française qui deviendra le "Journal de Vaugine de Nuisement".